# Gedenkteken Maria Montessori
Het Gedenkteken Maria Montessori is een artistiek kunstwerk in Amsterdam-Zuid.
Het beeld uit 1953 werd gemaakt door Gerarda Rueter. De opdracht kwam van de gemeente Amsterdam; het was destijds de gewoonte dat de gemeente opdrachten verstrekte voor te leveren kunst. Het beeld moest daarbij in september 1953 klaar zijn. Rueter kwam conform de opdracht van de wethouder voor Kunstzaken met een meisjesfiguur met een vogel in de hand; 1,20 meter hoog, te plaatsen op een sokkel. Het beeld werd besteld voor plaatsing bij de Eerste Montessorischool in Amsterdam aan de Corellistraat; de naamgeefster van de school Maria Montessori was in 1952 overleden. Rueter maakte het beeld in haar atelier aan de Velzerweg, Amsterdam-Sloterdijk. Ter afwerking van het beeld werd ook een plaquette ontworpen. Het beeld van brons werd eerst in 1955 geplaatst.
Amsterdam eerde Montessori in 1960 opnieuw; er kwam een Maria Montessoristraat in Amsterdam Nieuw-West. Overigens staat daar vlakbij een beeld van een jongen met haan van Ruth Brouwer, ook voor een Montessorischool.